# Tamboril

## Orígenes
La combinación de flauta y tamboril se puede ver en el medievo, donde en algún códice francés ya se encuentran representaciones gráficas. Esta combinación de instrumentos se pudo llegar a incluir a las capillas cortesanas y cuerpo de ministriles municipales a finales de la Edad Media y en los primeros años del Renacimiento.

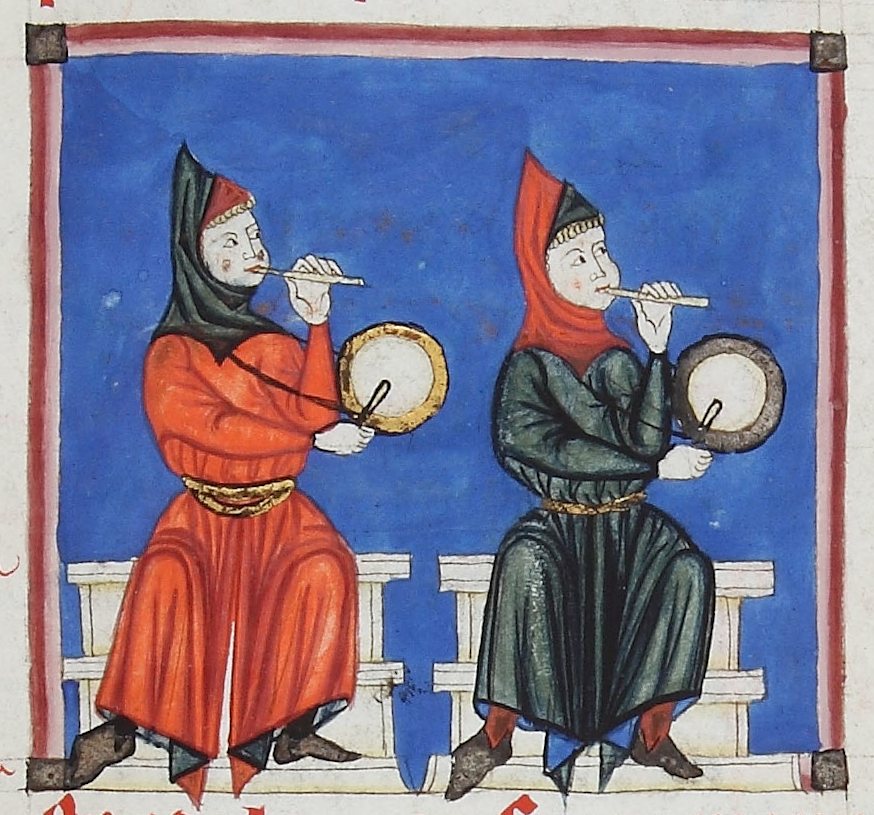
Tocadores de flauta de tres agujeros y tamboril, en una de las miniaturas de las Cantigas de Santa María.

Su origen en España, se remonta al siglo XII en el monasterio de la Oliva (Navarra).Toda la iconografía de este instrumento desde la Edad Media -aparece ya en las Cantigas de Santa María- muestra al tamboril y a la flauta de tres agujeros unidos, tanto en la Corte como en la aldea. Aunque el tamaño varía y va desde atabalillos hasta tambores de considerable tamaño, la colocación y ejecución del intérprete parecen similares siempre. [cita requerida]
En España habría dos partes de tamborileros, por un lado, los de noble condición o virtuosos, y por otro lado los tamborileros de baja condición que con el paso de los años dejaron atrás su vida nómada como juglares para asentarse en algún pueblo prestando sus servicios en fiestas, romerías o bailes. Los ciudadanos de estas localidades les pagarían a los tamborileros con especias o con dinero. 
Hay que destacar que el tamboril era un instrumento imprescindible para marcar el ritmo en las danzas. Esto se resume perfectamente en el libro La Música en la Corte de Carlos V de Higinio Anglés, donde dice: "La importancia del tamboril en la danza es tal, que el que lo tocaba era considerado como "maestro en danzar", y tenía su puesto entre los servidores privilegiados de la Corte de nuestros reyes, que los tenían a sueldo para que enseñaran a danzar a los infantes". 

## Definición
El tamboril es un instrumento de percusión membranófono cilíndrico percutido que tiene entre ocho y doce centímetros de diámetro y se toca con una sola baqueta, es un instrumento típico de la península ibérica. Similar a un tambor, pero con una caja más estrecha y alargada. Está compuesto por una caja de resonancia cilíndrica con estructura de madera o metálica de hasta 50 centímetros de altura, recubierta de parches de membrana de piel tensada con varillas enroscadas. Esto lo que hace es que quede modulado con un efecto de bordón al vibrar una o más cuerdecillas tensas en contacto con la piel delantera, la trasera, o ambas.
El cuerpo cilíndrico puede fabricarse de un tronco ahuecado, una lata vacía o una chapa de madera a la que se le da forma cilíndrica. La piel comúnmente puede ser de cabra, oveja o más raramente de perro o venado. Las pieles se tensan con cuerdas y abrazaderas de cuero u otro sistema más moderno.
Su tamaño durante los años ha ido variando, dependiendo también al lugar y a la época, pero antiguamente tenía un tamaño mayor al actual. Suele tener poco peso para que el portador lo pueda llevar colgado del brazo izquierdo, mientras lo golpea con una sola baqueta empuñada por la mano derecha. Al mismo tiempo, con la mano izquierda se suele tocar una flauta de tres agujeros o txistu, un instrumento que siempre ha ido unido al tamboril a lo largo de los años. En el parche inferior, que no se utiliza, se suele colocar algún bordón o cuerda que roza superficialmente la piel y vibra con ella.
Algunos tamborileros fabricaban y decoraban su tamboril, incluyendo en la baqueta con que lo golpeaban o en el cilindro expresiones talladas o pintadas. La decoración solía reunir los clásicos elementos como cruces, peces, pájaros o el árbol de la vida.
Es típico de la península ibérica su forma varía notablemente dependiendo la zona geográfica donde se utilice. Así, en León,suele tener unos 40 cm de diámetro por 60 de alto. Los aros que sujetan la piel son metálicos y la piel se tensa con un sistema de tornillos similar al de los redoblantes. Allí, la técnica de golpeo es de abajo hacia arriba y con movimiento de muñeca, tejiendo ritmos rápidos y recargados, además, no se utiliza el aro. La imagen del tamborilero es la más característica de todo el folclore regional leonés.
La zona sur de Zamora, Salamanca y Cáceres la altura del cilindro es mayor. Aquí se encuentran ritmos con golpes acentuados a contratiempo, caso del charro, y ritmos cojos o aksak (en Salamanca sobre todo) en charradas, picaos y perantones. Se utiliza eficazmente el golpeo en el aro y otras partes del parche logrando distintas intensidades sonoras (como en la sierra salmantina y norte de Cáceres). 
El tamboril llega ya a tener grandes dimensiones en la provincia de Badajoz, Huelva y Alentejo portugués, por lo cual tienen una sonoridad muy grave que favorece los ritmos simples y básicos.
El tamboril también suele servir de acompañamiento a flautas y dulzainas en las provincias castellanas leonesas y valencianas, pero en zonas aisladas como Jaca o Yebra de Jasa, en Huesca, y comarcas del País Vasco francés en las que la flauta también se acompaña con un salterio de cuerdas (también llamado chicotén en Zaragoza o ttun-ttun en el País Vasco).
El uso de este acompañamiento estuvo durante mucho tiempo ligado sobre todo a melodías religiosas; siendo común en siglos pasados que un tamborilero tocase salterio o tamboril, a elección del que le contrataba. Si bien no puede asegurarse que su origen sea militar, tuvo mucha relación con actividades marciales por resultar su sonido enardecedor para los soldados. En España desde muy temprano aparece unido también a bailes y celebraciones populares según refleja un antiguo refrán: "La olla sin cebolla es como boda sin tamboril" o "No hay olla sin tocino ni boda sin tamborino". [cita requerida]

## Elaboración
Las operaciones básicas de la fabricación de un tamboril empiezan con el corte de las medidas necesarias de los tableros de madera que forman el cuerpo de los instrumentos. A continuación, se procede con el encolado y moldeado y después se realizan los agujeros donde se encajan los tensores del bordón para proceder al montaje de las distintas partes y el tensado final. 